# Ranger (Supercomputer)
Der Supercomputer Ranger steht im Texas Advanced Computing Center (TACC) der University of Texas at Austin. Mit 320 TFlop/s LINPACK-Rechenleistung war er zum Zeitpunkt seiner Inbetriebnahme der schnellste Supercomputer im zivilen Bereich. Er konnte wegen Lieferschwierigkeiten des Prozessorherstellers AMD erst am 4. Februar 2008 seinen Probebetrieb aufnehmen und wurde am 22. Februar offiziell – wenige Stunden nach dem (danach zweit-)schnellsten JUGENE im Forschungszentrum Jülich – eingeweiht.
Im letzten Ranking der Top500 erreichte er im November 2012 den 50. Platz und wurde danach abgeschaltet.